# Théding
Théding és un municipi francès, situat al departament del Mosel·la i a la regió del Gran Est. L'any 2007 tenia 2.274 habitants.

## Demografia

### Població
El 2007 la població de fet de Théding era de 2.274 persones. Hi havia 856 famílies, de les quals 213 eren unipersonals (86 homes vivint sols i 127 dones vivint soles), 232 parelles sense fills, 310 parelles amb fills i 101 famílies monoparentals amb fills.
La població ha evolucionat segons el següent gràfic:
Habitants censats

### Habitatges
El 2007 hi havia 935 habitatges, 876 eren l'habitatge principal de la família, 1 era una segona residència i 59 estaven desocupats. 548 eren cases i 385 eren apartaments. Dels 876 habitatges principals, 460 estaven ocupats pels seus propietaris, 284 estaven llogats i ocupats pels llogaters i 132 estaven cedits a títol gratuït; 7 tenien una cambra, 75 en tenien dues, 151 en tenien tres, 200 en tenien quatre i 443 en tenien cinc o més. 655 habitatges disposaven pel capbaix d'una plaça de pàrquing. A 380 habitatges hi havia un automòbil i a 394 n'hi havia dos o més.

### Piràmide de població
La piràmide de població per edats i sexe el 2009 era:
| Homes | Edats   | Dones |
| ----- | ------- | ----- |
| 0     | 95 o +  | 0     |
| 0     | 90 a 94 | 0     |
| 8     | 85 a 89 | 8     |
| 0     | 80 a 84 | 8     |
| 20    | 75 a 79 | 36    |
| 32    | 70 a 74 | 48    |
| 64    | 65 a 69 | 52    |
| 40    | 60 a 64 | 44    |
| 40    | 55 a 59 | 44    |
| 68    | 50 a 54 | 48    |
| 112   | 45 a 49 | 140   |
| 108   | 40 a 44 | 96    |
| 76    | 35 a 39 | 56    |
| 56    | 30 a 34 | 48    |
| 72    | 25 a 29 | 56    |
| 64    | 20 a 24 | 92    |
| 116   | 15 a 19 | 104   |
| 80    | 10 a 14 | 76    |
| 64    | 5 a 9   | 60    |
| 24    | 0 a 4   | 44    |

## Economia
El 2007 la població en edat de treballar era de 1.555 persones, 975 eren actives i 580 eren inactives. De les 975 persones actives 806 estaven ocupades (426 homes i 380 dones) i 169 estaven aturades (81 homes i 88 dones). De les 580 persones inactives 175 estaven jubilades, 146 estaven estudiant i 259 estaven classificades com a «altres inactius».

### Ingressos
El 2009 a Théding hi havia 897 unitats fiscals que integraven 2.370 persones, la mediana anual d'ingressos fiscals per persona era de 15.571 €.

### Activitats econòmiques
Dels 56 establiments que hi havia el 2007, 2 eren d'empreses alimentàries, 4 d'empreses de fabricació d'altres productes industrials, 11 d'empreses de construcció, 11 d'empreses de comerç i reparació d'automòbils, 2 d'empreses de transport, 2 d'empreses d'hostatgeria i restauració, 1 d'una empresa d'informació i comunicació, 3 d'empreses financeres, 1 d'una empresa immobiliària, 5 d'empreses de serveis, 4 d'entitats de l'administració pública i 10 d'empreses classificades com a «altres activitats de serveis».
Dels 23 establiments de servei als particulars que hi havia el 2009, 2 eren oficines bancàries, 1 funerària, 3 tallers de reparació d'automòbils i de material agrícola, 2 paletes, 3 guixaires pintors, 1 fusteria, 2 electricistes, 1 empresa de construcció, 3 perruqueries, 1 agència de treball temporal, 1 restaurant, 1 tintoreria i 2 salons de bellesa.
Dels 3 establiments comercials que hi havia el 2009, 1 era un hipermercat i 2 fleques.
L'any 2000 a Théding hi havia 5 explotacions agrícoles.

## Equipaments sanitaris i escolars
L'únic equipament sanitari que hi havia el 2009 era una farmàcia.
El 2009 hi havia 1 escola maternal i 1 escola elemental.

## Poblacions més properes
El següent diagrama mostra les poblacions més properes.